# Ikeya Tomoyoshi
Tomoyoshi Ikeya (池谷 友良, sinh ngày 17 tháng 6 năm 1962) là một huấn luyện viên và cựu cầu thủ bóng đá người Nhật Bản.

## Sự nghiệp Huấn luyện viên
Tomoyoshi Ikeya đã dẫn dắt Kashiwa Reysol và Roasso Kumamoto.